# Bildtafel der Verkehrszeichen in Russland
Die Bildtafel der Verkehrszeichen in Russland zeigt die gegenwärtig gültigen Verkehrszeichen in Russland. In Form und Gestaltung orientieren sich die Verkehrszeichen an den Richtlinien und Vorlagen des Wiener Übereinkommens über Straßenverkehrszeichen. Aus Gründen der Verständlichkeit bestehen die Verkehrszeichen überwiegend aus allgemein bekannten Piktogrammen, nur in wenigen Fällen werden Begriffe in russischer Sprache verwendet. Der Verkehrszeichenkatalog gliedert sich in die nachfolgend aufgeführten Gruppen.

## Warnzeichen

1.1 Beschrankter Bahnübergang
1.2 Unbeschrankter Bahnübergang
1.3.1 Eingleisiger Bahnübergang
1.3.2 Mehrgleisiger Bahnübergang
1.4.1 Dreistreifige Bake rechts
1.4.2 Zweistreifige Bake rechts
1.4.3 Einstreifige Bake rechts
1.4.4 Dreistreifige Bake links
1.4.5 Zweistreifige Bake links
1.4.6 Einstreifige Bake links
1.5 Straßenbahn kreuzt
1.6 Kreuzung oder Einmündung mit Vorfahrt von rechts
1.7 Kreisverkehr
1.8 Ampel
1.9 Bewegliche Brücke
1.10 Ufer
1.11.1 Gefährliche Rechtskurve
1.11.2 Gefährliche Linkskurve
1.12.1 Gefährliche Doppelkurve (rechts)
1.12.2 Gefährliche Doppelkurve (links)
1.13 Gefälle
1.14 Steigung
1.15 Schleudergefahr
1.16 Unebene Fahrbahn
1.17 Bremsschwelle
1.18 Splitt
1.19 Seitlicher Absatz
1.20.1 Verengte Fahrbahn
1.20.2 Einseitig verengte Fahrbahn (rechts)
1.20.3 Einseitig verengte Fahrbahn (links)
1.21 Gegenverkehr
1.22 Fußgänger kreuzen
1.23 Kinder kreuzen
1.24 Radfahrer kreuzen
1.25 Baustelle
1.26 Viehtrieb
1.27 Wildwechsel
1.28 Steinschlag
1.29 Seitenwind
1.30 Flugbetrieb
1.31 Tunnel
1.32 Stau
1.33 Andere Gefahren
1.34.1 Richtungstafeln in Kurven (rechts)
1.34.2 Richtungstafeln in Kurven (links)
1.34.3 Richtungstafeln bei T-Kreuzungen
1.35 Kreuzung nicht blockieren

## Vorrangzeichen

2.1 Vorfahrtsstraße
2.2 Ende der Vorfahrtsstraße
2.3.1 Vorfahrt
2.3.2 Vorfahrt (Einmündung von rechts)
2.3.3 Vorfahrt (Einmündung von links)
2.3.4 Vorfahrt (Einfahrt rechts)
2.3.5 Vorfahrt (Einfahrt links)
2.3.6 Vorfahrt (Einfahrt rechts)
2.3.7 Vorfahrt (Einfahrt links)
2.4 Vorfahrt gewähren
2.5 Halt
2.6 Gegenverkehr Vorrang gewähren
2.7 Vorrang vor dem Gegenverkehr

## Verbotszeichen

3.1 Einfahrt verboten
3.2 Keine Durchfahrt
3.3 Einfahrverbot für Kraftfahrzeuge
3.4 Einfahrverbot für Lastkraftwagen
3.5 Einfahrverbot für Motorräder
3.6 Einfahrverbot für Landmaschinen
3.7 Einfahrverbot für Anhänger
3.8 Einfahrverbot für Fuhrwerke
3.9 Einfahrverbot für Fahrräder
3.10 Verbot für Fußgänger
3.11 Durchfahrtsverbot für Fahrzeuge über angegebenes tatsächliches Gewicht
3.12 Verbot für Fahrzeuge über angegebene tatsächliche Achslast
3.13 Verbot für Fahrzeuge über angegebene Höhe
3.14 Verbot für Fahrzeuge über angegebene Breite
3.15 Verbot für Fahrzeuge und Züge über angegebene Länge
3.16 Verbot des Fahrens ohne einen Mindestabstand
3.17.1 Zoll
3.17.2 Gefahr
3.17.3 Kontrolle
3.18.1 Rechtsabbiegen verboten
3.18.2 Linksabbiegen verboten
3.19 Wendeverbot
3.20 Überholverbot
3.21 Ende des Überholverbots
3.22 Überholverbot für Lastkraftwagen
3.23 Ende des Überholverbotes für Lastkraftwagen
3.24 Geschwindigkeits- begrenzung
3.25 Ende der Geschwindigkeits- begrenzung
3.26 Hupen verboten
3.27 Halten und Parken verboten
3.28 Parken verboten
3.29 Parken verboten an ungeraden Tagen
3.30 Parken verboten an geraden Tagen
3.31 Ende sämtlicher Streckenverbote
3.32 Einfahrtverbot für Kraftfahrzeuge mit gefährlichen Gütern
3.33 Einfahrtverbot für Kraftfahrzeuge mit explosiven oder entflammbaren Gütern
3.34 Der Busverkehr ist verboten
3.35 Keine persönlichen Mobilitätsgeräte

## Gebotszeichen

4.1.1 Vorgeschriebene Fahrtrichtung – geradeaus
4.1.2 Vorgeschriebene Fahrtrichtung – rechts
4.1.3 Vorgeschriebene Fahrtrichtung – links
4.1.4 Vorgeschriebene Fahrtrichtung – geradeaus und rechts
4.1.5 Vorgeschriebene Fahrtrichtung – geradeaus und links
4.1.6 Vorgeschriebene Fahrtrichtung – links und rechts
4.2.1 Vorgeschriebene Vorbeifahrt – rechts vorbei
4.2.2 Vorgeschriebene Vorbeifahrt – links vorbei
4.2.3 Vorgeschriebene Vorbeifahrt – links und rechts vorbei
4.3 Kreisverkehr
4.4.1 Radweg
4.4.2 Ende des Radweges
4.5.1 Fußweg
4.5.2 gemeinsamer Fuß- und Radweg
4.5.3 Ende des gemeinsamen Fuß- und Radweges
4.5.4 getrennter Fuß- und Radweg (Radweg links)
4.5.5 getrennter Fuß- und Radweg (Radweg rechts)
4.5.6 Ende des getrennten Fuß- und Radweges (Radweg links)
4.5.7 Ende des getrennten Fuß- und Radweges (Radweg rechts)
4.6 Vorgeschriebene Mindestgeschwindigkeit
4.7 Ende der vorgeschriebenen Mindestgeschwindigkeit
4.8.1 Vorgeschriebene Fahrtrichtung für Kraftfahrzeuge mit gefährlichen Gütern – geradeaus
4.8.2 Vorgeschriebene Fahrtrichtung für Kraftfahrzeuge mit gefährlichen Gütern – rechts
4.8.3 Vorgeschriebene Fahrtrichtung für Kraftfahrzeuge mit gefährlichen Gütern – links

## Sonderzeichen

5.1 Autobahn
5.2 Ende der Autobahn
5.3 Kraftfahrstraße
5.4 Ende der Kraftfahrstraße
5.5 Einbahnstraße
5.6 Ende der Einbahnstraße
5.7.1 Einbahnstraße von rechts
5.7.2 Einbahnstraße von links
5.8 Zweirichtungsverkehr
5.9 Ende Zweirichtungsverkehr
5.10 Zweirichtungsverkehr
5.11.1 Busfahrstreifen
5.11.2 Radfahrstreifen
5.12.1 Ende des Busfahrstreifens
5.12.2 Ende des Radfahrstreifens
5.13.1 Busfahrstreifen
5.13.2 Busfahrstreifen
5.13.3 Radfahrstreifen
5.13.4 Radfahrstreifen
5.14 Busfahrstreifen
5.14.1 Ende des Busfahrstreifens
5.14.2 Radfahrstreifen
5.14.3 Ende des Radfahrstreifens
5.15.1 Fahrstreifenwegweiser
5.15.2 Fahrstreifenwegweiser
5.15.2 Fahrstreifenwegweiser
5.15.2 Fahrstreifenwegweiser
5.15.2 Fahrstreifenwegweiser
5.15.2 Fahrstreifenwegweiser
5.15.3 Zusatzfahrstreifen rechts
5.15.3 Zusatzfahrstreifen rechts
5.15.3 Zusatzfahrstreifen rechts
5.15.4 Zusatzfahrstreifen links
5.15.4 Zusatzfahrstreifen links
5.15.5 Ende des Zusatzfahrstreifen rechts
5.15.6 Ende des Zusatzfahrstreifen links
5.15.7 Fahrstreifentafel
5.15.7 Fahrstreifentafel
5.15.7 Fahrstreifentafel
5.15.8 Fahrstreifentafel mit Geschwindigkeits- begrenzungen
5.16 Bushaltestelle
5.17 Straßenbahnhaltestelle
5.18 Taxistand
5.19.1 Fußgängerüberweg
5.19.2 Fußgängerüberweg
5.19.3 Diagonaler Fußgängerüberweg
5.19.4 A Diagonaler Fußgängerüberweg (rechts)
5.19.4 B Diagonaler Fußgängerüberweg (links)
5.20 Bremsschwelle
5.21 Wohnstraße
5.22 Ende der Wohnstraße
5.23.1 Ortsschild
5.23.2 Beginn der Ortschaft
5.24.1 Ortsschild Ende
5.24.2 Ende der Ortschaft
5.25 Beginn der Stadt
5.26 Ende der Stadt
5.27 Beginn der Kurzparkzone
5.28 Ende der Kurzparkzone
5.29 Beginn der Parkraumbe- wirtschaftszone
5.30 Ende der Parkraumbe- wirtschaftszone
5.31 Beginn der Geschwindigkeits- begrenzungszone
5.32 Ende der Geschwindigkeits- begrenzungszone
5.33 Beginn der Fußgängerzone
5.34 Ende der Fußgängerzone
5.35 Beginn der Umweltzone
5.36 Ende der Umweltzone
5.37 Beginn der Umweltzone für Lkws
5.37 Beginn der Umweltzone für Lkws
5.38 Ende der Umweltzone für Lkws
5.38 Ende der Umweltzone für Lkws
5.39 Fahrradstraße
5.40 Ende der Fahrradstraße

## Hinweiszeichen

6.1 Informationstafel an Grenzübergangsstellen
6.2 Richtgeschwindigkeit
6.3.1 Wendemöglichkeit
6.3.2 Wendemöglichkeiten (2-fach)
6.4 Parkplatz
6.5 Notfallspur
6.6 Fußgängerunterführung
6.7 Fußgängerüberführung
6.8.1 Sackgasse
6.8.2 Sackgasse (rechts)
6.8.3 Sackgasse (links)
6.9.1 Wegweiser
6.9.1 Wegweiser
6.9.1 Umleitungstafel
6.9.1 Wegweiser
6.9.1 Wegweiser
6.9.2 Wegweiser
6.9.2 Wegweiser
6.9.2 Wegweiser
6.9.3 Blockumfahrung
6.10.1 Wegweiser
6.10.1 Wegweiser
6.10.1 Wegweiser
6.10.1 Wegweiser
6.10.1 Wegweiser
6.10.2 Pfeilwegweiser
6.10.2 Pfeilwegweiser
6.11 Ortshinweistafel
6.11 Ortshinweistafel
6.11 Ortshinweistafel
6.12 Entfernungstafel
6.12 Entfernungstafel
6.12 Entfernungstafel
6.13 Entfernungskilometer
6.14.1 Nummernschild
6.14.1 Nummernschild
6.14.1 Nummernschild (Europastraße)
6.14.1 Nummernschild
6.14.2 Nummernschild mit Richtungsangabe
6.14.2 Nummernschild mit Richtungsangabe
6.14.2 Nummernschild mit Richtungsangabe
6.15.1 Wegweiser für Lastkraftwagen (geradeaus)
6.15.2 Wegweiser für Lastkraftwagen (rechts)
6.15.3 Wegweiser für Lastkraftwagen (links)
6.16 Stop
6.17 Umleitungstafel
6.18.1 Umleitung (geradeaus)
6.18.2 Umleitung (rechts)
6.18.3 Umleitung (links)
6.19.1 Überleitung auf Gegenfahrbahn
6.19.2 Ende der Überleitung
6.20.1 Notausgang
6.20.2 Notausgang
6.21.1 Fluchtweg (100 Meter)
6.21.2 Fluchtweg (150 Meter)
6.22 Fotofixierung

## Service-Zeichen

7.1 Erste Hilfe
7.2 Krankenhaus
7.3 Tankstelle (in 800 Metern)
7.4 Werkstatt (in 100 Metern rechts)
7.5 Waschanlage
7.6 Telefon
7.7 Gasthaus
7.8 Trinkwasser
7.9 Hotel
7.10 Zeltplatz
7.11 Rastplatz
7.12 Verkehrswacht
7.13 Polizei (in 100 Metern rechts)
7.14.1 Punkt der Zollkontrolle
7.14.2 Kontrollstelle
7.15 Radiosender
7.16 Verkehrsfunk
7.17 Bademöglichkeit
7.18 WC
7.19 Notrufsäule
7.20 Feuerlöscher
7.21 Tankstelle mit Ladestation für Elektrofahrzeuge (in 800 Metern)

## Zusatzzeichen

8.1.1 300 Meter
8.1.2 Halt in 250 Metern
8.1.3 100 Meter nach rechts
8.1.4 300 Meter nach links
8.2.1 Abschnittslänge 100 Meter
8.2.2 Beginn eines Abschnittes in 10 Metern
8.2.3 Ende eines Abschnittes
8.2.4 Innerhalb eines Abschnittes
8.2.5 30 Meter nach rechts
8.2.6 25 Meter nach links
8.3.1 In Richtung rechts
8.3.2 In Richtung links
8.3.3 In Richtung links und rechts
8.4.1 Nur Lastkraftwagen
8.4.2 Nur Anhänger
8.4.3 Nur Personenkraftwagen
8.4.4 Nur Kraftomnibus
8.4.5 Nur landwirtschaftlicher Verkehr
8.4.6 Nur Kraftrad
8.4.7 Nur Fahrrad
8.4.8 Nur Lastkraftwagen mit Gefahrgut
8.4.9 außer
8.4.10 außer
8.4.11 außer
8.4.12 außer
8.4.13 außer
8.4.14 außer
8.5.1 Nur samstags, sonntags und feiertags
8.5.2 Nur werktags
8.5.3 Nur Montag bis Mittwoch
8.5.4 Zeitliche Beschränkung (8:00 bis 17:30 Uhr)
8.5.5 Zeitliche Beschränkung (nur samstags, sonntags und feiertags 8:00 bis 17:30 Uhr)
8.5.6 Zeitliche Beschränkung (nur werktags 8:00 bis 17:30 Uhr)
8.5.7 Zeitliche Beschränkung (nur montags 8:30 bis 9:30 Uhr)
8.6.1 Parken längs auf Fahrbahn
8.6.2 Parken längs auf Fahrbahn und Gehweg
8.6.3 Parken längs auf Gehweg
8.6.4 Parken quer auf Fahrbahn (rückwärts)
8.6.5 Parken quer auf Fahrbahn (vorwärts)
8.6.6 Parken quer auf Fahrbahn und Gehweg (rückwärts)
8.6.7 Parken quer auf Fahrbahn und Gehweg (vorwärts)
8.6.8 Parken quer auf Gehweg (rückwärts)
8.6.9 Parken quer auf Gehweg (vorwärts)
8.7 Motor abstellen
8.8 Gebührenpflichtig
8.9 Zeitliche Beschränkung (30 Minuten)
8.9.1 Parken nur für Inhaber von Parkausweisen
8.9.2 Nur Fahrzeuge des diplomatischen Korps parken
8.10 Hebebühne
8.11 Zulässiges Gesamtgewicht (15 Tonnen)
8.12 Schlechter Fahrbahnrand
8.13 Verlauf der Vorfahrtstraße
8.14 Fahrstreifen
8.15 Sehbehinderte Fußgänger
8.16 Nässe
8.17 Nur Schwerbehinderte
8.18 Keine Schwerbehinderte
8.19 Gefahrgutklasse
8.20.1 Anzahl der Achsen
8.20.2 Anzahl der Achsen
8.21.1 Umsteigemöglichkeit
8.21.2 Umsteigemöglichkeit
8.21.3 Umsteigemöglichkeit
8.22.1 Leitbake (rechtsweisend)
8.22.2 Leitbake (linksweisend)
8.22.3 Leitbake (links- und rechtsweisend)
8.24 Abschleppdienst
8.25 Schadstoffklasse des Kraftfahrzeugs
8.26 Aufladen von Elektroautos